# Lover Fest
Lover Fest era una gira programada de la cantante y compositora estadounidense Taylor Swift, realizada con el fin de promocionar su séptimo álbum de estudio, Lover (2019), mediante participaciones en festivales de música. La gira iba a iniciar el 20 de junio de 2020 en Werchter, Bélgica y finalizaría en agosto de 2020 en Foxborough, Massachusetts, teniendo planeado incluir fechas por primera vez en países como Brasil, Dinamarca, Polonia y Portugal.
Debido a la pandemia originada por el COVID-19, todas las fechas europeas en festivales fueron canceladas mientras que los shows en Brasil y en Estados Unidos fueron pospuestos para el 2021, con las nuevas fechas reagendadas previstas por anunciarse pronto. Sin embargo, la cantante anunció el día 26 de febrero del 2021 que la gira sería cancelada totalmente sin nuevas fechas por el crecimiento continuo de la pandemia de COVID-19.

## Conciertos cancelados
| Fecha               | Ciudad     | País           | Recinto                   | Festival             | Motivo de cancelación  |
| ------------------- | ---------- | -------------- | ------------------------- | -------------------- | ---------------------- |
| 20 de junio de 2020 | Werchter   | Bélgica        | Werchter Festival Grounds | Werchter Festival    | Pandemia del COVID-19. |
| 24 de junio de 2020 | Berlín     | Alemania       | Waldbühne                 | —                    | Pandemia del COVID-19. |
| 26 de junio de 2020 | Oslo       | Noruega        | Bjølsenfeltet             | Oslo Sommertid       | Pandemia del COVID-19. |
| 28 de junio de 2020 | Pilton     | Reino Unido    | Worthy Farm               | Glastonbury Festival | Pandemia del COVID-19. |
| 1 de julio de 2020  | Roskilde   | Dinamarca      | Festivalpladsen           | Roskilde Festival    | Pandemia del COVID-19. |
| 3 de julio de 2020  | Gdynia     | Polonia        | Gdynia-Kosakowo Airport   | Open'er Festival     | Pandemia del COVID-19. |
| 5 de julio de 2020  | Nimes      | Francia        | Arena de Nimes            | Festival de Nimes    | Pandemia del COVID-19. |
| 8 de julio de 2020  | Madrid     | España         | Valdebebas                | Mad Cool             | Pandemia del COVID-19. |
| 9 de julio de 2020  | Oeiras     | Portugal       | Passeio Marítimo de Algés | NOS Alive            | Pandemia del COVID-19. |
| 11 de julio de 2020 | Londres    | Reino Unido    | Hyde Park                 | British Summer Time  | Pandemia del COVID-19. |
| 18 de julio de 2020 | São Paulo  | Brasil         | Allianz Parque            | —                    | Pandemia del COVID-19. |
| 19 de julio de 2020 | São Paulo  | Brasil         | Allianz Parque            | —                    | Pandemia del COVID-19. |
| 25 de julio de 2020 | Inglewood  | Estados Unidos | SoFi Stadium              | Lover Fest West      | Pandemia del COVID-19. |
| 26 de julio de 2020 | Inglewood  | Estados Unidos | SoFi Stadium              | Lover Fest West      | Pandemia del COVID-19. |
| 31 de julio de 2020 | Foxborough | Estados Unidos | Gillette Stadium          | Lover Fest East      | Pandemia del COVID-19. |
| 1 de agosto de 2020 | Foxborough | Estados Unidos | Gillette Stadium          | Lover Fest East      | Pandemia del COVID-19. |